# Sudirman Cup 1993
Der Sudirman Cup 1993, die Weltmeisterschaft für gemischte Mannschaften im Badminton, fand im Mai 1993 in Birmingham im Vereinigten Königreich statt. Südkorea gewann in dieser dritten Auflage des Championats gegen Indonesien im Finale mit 3:2.

## Ergebnisse

### Gruppe 1

#### Spiel um Platz 5
- England –  Schweden 3-2

### Gruppe 2
- Thailand –  Niederlande 3-2
- Thailand –  Japan 3-2
- Thailand –  Malaysia 3-2
- Niederlande –  Malaysia 4-1
- Niederlande –  Japan 3-2
- Japan –  Malaysia 3-2

### Gruppe 3
- Russland –  Australien 4-1
- Russland –  Kanada 3-2
- Russland –  Schottland 5-0
- Kanada –  Australien 3-2
- Kanada –  Schottland 5-0
- Schottland –  Australien 3-2

### Gruppe 4
- Deutschland –  Hongkong 4-1
- Deutschland –  Indien 3-2
- Deutschland –  Neuseeland 3-2
- Neuseeland –  Indien 3-2
- Neuseeland  Hongkong 3-2
- Hongkong –  Indien 4-1

### Gruppe 5
- Österreich –  Finnland 4-1
- Österreich –  Polen 3-2
- Österreich –  Norwegen 3-2
- Norwegen –  Finnland 3-2
- Norwegen –  Polen 4-1
- Finnland –  Polen 3-2

### Gruppe 6
- Tschechien –  Island 5-0
- Tschechien –  Irland 4-1
- Tschechien –  Vereinigte Staaten 3-2
- Island –  Irland 3-2
- Island –  Vereinigte Staaten 4-1
- Vereinigte Staaten –  Irland 3-2

### Gruppe 7
- Schweiz –  Bulgarien 4-1
- Schweiz –  Frankreich 4-1
- Schweiz –  Wales 3-2
- Bulgarien –  Frankreich 3-2
- Bulgarien –  Wales 3-2
- Wales –  Frankreich 4-1

### Gruppe 8
- Ukraine –  Belgien 5-0
- Ukraine –  Ungarn 4-1
- Ukraine –  Kasachstan 3-2
- Ukraine –  Pakistan 5-0
- Kasachstan –  Belgien 5-0
- Kasachstan –  Ungarn 5-0
- Kasachstan –  Pakistan 4-1
- Ungarn –  Belgien 3-2
- Ungarn –  Pakistan 4-1
- Belgien –  Pakistan 4-1

### Gruppe 9
- Peru –  Zypern 5-0
- Peru –  Israel 3-2
- Peru –  Malta 5-0
- Peru –  Slowenien 5-0
- Slowenien –  Zypern 5-0
- Slowenien –  Israel 3-2
- Slowenien –  Malta 4-1
- Zypern –  Israel 3-2
- Zypern –  Malta 3-2
- Israel –  Malta 3-2
- Nigeria und  Spanien gemeldet, aber nicht gestartet

## Endstand
| Platz | Land       |
| ----- | ---------- |
| 1     | Südkorea   |
| 2     | Indonesien |
| 3     | China      |
| 3     | Dänemark   |
| 5     | England    |
| 6     | Schweden   |

| Platz | Land        |
| ----- | ----------- |
| 7     | Thailand    |
| 8     | Niederlande |
| 9     | Japan       |
| 10    | Malaysia    |

| Platz | Land       |
| ----- | ---------- |
| 11    | Russland   |
| 12    | Kanada     |
| 13    | Schottland |
| 14    | Australien |

| Platz | Land        |
| ----- | ----------- |
| 15    | Deutschland |
| 16    | Neuseeland  |
| 17    | Hongkong    |
| 18    | Indien      |

| Platz | Land       |
| ----- | ---------- |
| 19    | Österreich |
| 20    | Finnland   |
| 21    | Norwegen   |
| 22    | Polen      |

| Platz | Land       |
| ----- | ---------- |
| 23    | Tschechien |
| 24    | Island     |
| 25    | USA        |
| 26    | Irland     |

| Platz | Land       |
| ----- | ---------- |
| 27    | Schweiz    |
| 28    | Bulgarien  |
| 29    | Wales      |
| 30    | Frankreich |

| Platz | Land       |
| ----- | ---------- |
| 31    | Ukraine    |
| 32    | Kasachstan |
| 33    | Ungarn     |
| 34    | Belgien    |
| 35    | Pakistan   |

| Platz | Land      |
| ----- | --------- |
| 36    | Peru      |
| 37    | Slowenien |
| 38    | Zypern    |
| 39    | Israel    |
| 40    | Malta     |

      Aufsteiger
      Absteiger